# Гольшанский, Юрий Александрович
Князь Юрий Александрович Гольшанский (ум. 1511) — государственный деятель Великого княжества Литовского, наместник белицкий (1504), кравчий господарский (с 1507), воевода киевский (1509—1511), сын князя Александра Юрьевича Гольшанского (ум. 1511) и Софьи Судимонтовны. Брат епископа луцкого и виленского Павла Гольшанского.

## Биография
В 1502 году князь Юрий Александрович Гольшанский впервые упоминается в исторических источниках, когда он находился в составе литовской рады. В 1504 году был назначен наместником белицким. В 1507 году Юрий Гольшанский стал господарским кравчим. В 1508 году Юрий Гольшанский получил должность воеводы киевского, которую занимал до своей смерти в 1511 году.